# Hrabstwo Owen (Kentucky)

Piramida wieku hrabstwa

Hrabstwo Owen – hrabstwo w USA, w stanie Kentucky. Według danych z 2010 roku, hrabstwo zamieszkiwało 10841 osób. Siedzibą hrabstwa jest Owenton.

## Miasta
- Gratz
- Monterey
- Owenton